# オリックス不動産
オリックス不動産株式会社（オリックスふどうさん、英: ORIX Real Estate Corporation）は、東京都港区に本社を置くオリックスグループの不動産会社。オリックスの完全子会社。
運営する施設のブランドに「クロス (cross) 」の名称を冠するものが多いが、同社はこれを「ヒトとモノが常に交差・共鳴する場」を意味すると説明している。

## 歴史
1999年（平成11年）3月11日、オリックス・リアルエステート株式会社として設立。オリックスが1993年に開始した分譲マンション分譲事業や、オフィスビル開発事業などを集約し、オリックスの不動産部門を担う子会社として設立された。
2006年9月1日付で大阪シティドーム（大阪ドームの運営会社）を買収し、同社の筆頭株主となった。
2007年4月17日、現社名のオリックス不動産へ社名変更した（英語社名は変更なし）。
郵政民営化に際し、2008年には日本郵政株式会社から「かんぽの宿」などの旧簡易保険保養宿泊施設を買収する計画があり、譲渡契約も締結されていたが、世論の批判を受け契約は解除されている。
江の島水族館再生（現：新江ノ島水族館）のPFI事業に参加して得た運営ノウハウを生かし、2011年4月に100%出資子会社のオリックス水族館株式会社を設立。翌2012年に内陸型水族館「京都水族館」（梅小路公園内）、「すみだ水族館」（東京スカイツリータウン・東京ソラマチ内）を開業した。
2019年2月12日、オリックス芝2丁目ビルから日本生命浜松町クレアタワーに本社を移転。同年には旅行サイト『じゃらんnet』の「売れたチェーンホテル」ランキングで1位を受賞した。

## マンション事業
分譲マンションブランドとして「サンクタス (Sanctus)」シリーズを展開しており、2012年の分譲マンション供給戸数ランキングでは全国14位（1,513戸）、首都圏13位（730戸）、近畿圏9位（754戸）を誇った。それ以降は分譲マンション事業については徐々に縮小している。
また、過去に取得しながら長期間塩漬けされていた用地での事業化や、商業施設との複合再開発におけるマンション供給もある。超高層マンションとして「クロスタワー大阪ベイ」、「ほたるまち」の「The Tower Osaka」と商業施設「堂島クロスウォーク」なども手掛けた。
現状は「サンクタス」ブランドでの供給はなく、分譲マンション事業からは事実上撤退している。

## ホテル事業
分譲マンション事業からの事実上の撤退後は、代わってホテル事業に注力している。
ホテル事業については、1992年から「ブルーウェーブイン」の名称で展開するなど実績があった。
2007年からは「クロスホテル」の名称で、大阪と札幌に社内研修も可能なビジネスホテルを開業した。2016年にはカプセルホテル「ザ プライムポッド」を開業した。これら2つのホテルブランド（クロスホテル、ザ プライムポッド）は、2017年12月時点では「クロスホテルズ株式会社」が運営していた。
2019年1月31日、「また行きたい、と思っていただける場所。」をコンセプトに、新たなるホテル運営事業ブランドとして「ORIX HOTELS & RESORTS」を立ち上げた。運営している全22施設のうち、オリックス不動産及びグループ会社が運営する13施設がカテゴライズされた。
それ以外のビジネスホテル事業及び宿泊研修施設の「クロス・ウェーブ」事業などは、ブルーウェーブ株式会社（現：オリックス・ホテルマネジメント）に分社化した。「ブルーウェーブ」はオリックス・バファローズの前球団名にちなむ。
2019年4月26日、信州・蓼科グランドホテル 滝の湯がグループを離脱した（現在はマイステイズ・ホテル・マネジメント傘下）。
2020年4月1日、ブルーウェーブ株式会社を存続会社として、当社直営及びグループホテル運営会社の一部（クロスホテルズ、ユニバーサルホテルマネージメント、ヴィータホテルマネージメント、東鳳マネジメント、宇奈月ホテル、函館湯の川ホテル、洗心亭）を統合し、オリックス・ホテルマネジメント株式会社（英：ORIX Hotel Management Corporation）に社名変更した。同時に同社はオリックス不動産の子会社となった。
同日より「ORIX HOTELS & RESORTS」ブランドのホテルの運営が、オリックス不動産からオリックス・ホテルマネジメントへ移管された。

## ショッピングモール事業
「クロスモール」「クロスガーデン」「クロスゲート」のオリジナルブランドで、ショッピングモールを開発・運営している。施設の中には他の企業へ運営管理を委託しているものもある。

## 主な施設
- THE TOKYO TOWERS[3]
- グランフロント大阪[10]
- グローバルゲート[10]
- オフィスビル「クロスオフィス」[11][12]
- ショッピングモール「クロスモール」「クロスガーデン」「クロスゲート」[9]
- マークスプリングス
- 杉乃井ホテル
- 高知医療センター
- ジェネラスコーポレーション